# Ectropis planaria
Ectropis planaria är en fjärilsart som beskrevs av Swinhoe 1894. Ectropis planaria ingår i släktet Ectropis och familjen mätare. Inga underarter finns listade i Catalogue of Life.